# Роббі Гейнс
Роббі Гейнс (англ. Robbie Haines, 27 березня 1954) — американський яхтсмен.
Олімпійський чемпіон 1984 року в класі Солінґ.